# Naime
Naime, ou Naimes, est un duc, compagnon de Charlemagne et Roland de Roncevaux dans la Chanson de Roland. Elle ne précise pas la nature de son fief, mais dans les anciennes versions du Pseudo-Turpin, il est présenté comme le duc de Bavière et, semble-t-il par erreur, de Bayonne. Si bien qu'en 1180, le duc Naime se voit attribuer le duché de Bayonne dans la plupart des manuscrits. Ce duc de Bayonne n'a aucune réalité historique, c'est un pur personnage littéraire de l'époque de Philippe Auguste.
Le duc Naime (appelé Naimes) est aussi un personnage de la chanson de geste Huon de Bordeaux.  
La diffusion du Pseudo-Turpin en Allemagne rend au duc Naime une origine bavaroise, notamment dans le Ruolantes Liet. Le personnage du duc Naime dans la chanson de Roland n'est pas précisément identifié, quant à une possible origine historique. 